# Pierre François Pascal Guerlain
Pierre François Pascal Guerlain (Abbeville, 3 aprile 1798 – Parigi, 1864) è stato un profumiere francese, creatore del celebre marchio di profumi Guerlain.

## Biografia
Pierre Francois Pascal Guerlain, all'epoca un giovane chimico inizia la sua carriera nel 1828 aprendo il suo primo negozio, un laboratorio di saponi al 42 di Rue de Rivoli, a Parigi, dove realizza profumi "su misura" per le proprie clienti, assistito dai due figli Aimé e Gabriel. Qui Guerlain realizza le sue prime creazioni: le fragranze Senteur des Champs, Esprit de Fleurs e Bouquet du Roi d'Angleterre, oltre che cosmetici come il Poudre de Lys, fondotinta color alabastro. I prodotti di Guerlain ottengono un successo tale che gli permettono, nel 1840, di trasferire la propria attività al 15 di Rue de la Paix, in una posizione commercialmente più strategica.
Nel 1853 realizza la fragranza Eau de Cologne Impériale, come omaggio per l'imperatrice Eugénie de Montijo, moglie del re Napoleone III di Francia. Il profumo ebbe un tale successo che Guerlain divenne fornitore ufficiale di corte. Successivamente Guerlain creerà profumi anche per la Regina Vittoria del Regno Unito, alla Regina Isabella II di Spagna, alla Principessa Sissi d'Austria ed al Granduca Aleksandrovič. Negli anni successivi Guerlain inventa La pyromée, primo prodotto cosmetico per gli occhi, ispirato al khol.
Morì nel 1864 e l'azienda di famiglia fu lasciata ai due figli. Gabriel Guerlain si occupò di allargare il giro d'affari della maison Guerlain, mentre Aimé Guerlain continuò a creare profumi.

## Principali profumi creati[7]
Guerlain
- Bouquet de Roi d'Anglettere (1828)
- Senteurs des Champs (1828c)
- Eau d'Arquebusade (1828)
- Eau de Miel (1828)
- Eau de Portugal de Montpellier (1828)
- Esprit de Fleurs (1828)
- Esprit de Réséda (1828)
- Essence Bouquet (1828)
- Esterhazy Mixtyre (1828)
- Eau de Judée (1830)
- Eau de Cologne Impériale (1853)
- Bouquet de l'Impératrice (1863)
- Bouquet Napoleon (1863)
- Délice du Prince (1863)
- L'Eau de Cologne Russe (1863)
- Le Bouquet de Furstenberg (1863)
- Parfum de France (1863)
- Parfum Impérial (1863)
- Voilà Pourquoi J'Aimais Rosine (1863)